# Raimondo Butera
Raimondo Butera (San Cataldo, 1786 – 1842) è stato un pittore italiano che fece, per alcuni anni, studi di pittura a Palermo.
Nel 1841, aveva 55 anni: "Raimondo Butera di anni 55 pittore a 30 gennaro 1841 [...]"

## Opere

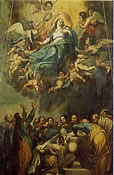
Chiesa madre di San Giacomo, l'Assunzione della Vergine.

- Madonna che intercede presso la Trinità per le anime del purgatorio nella chiesa di Santo Stefano a San Cataldo
- Assunzione della Vergine nella chiesa madre di San Giacomo del 1842 a Villarosa.[2][3]

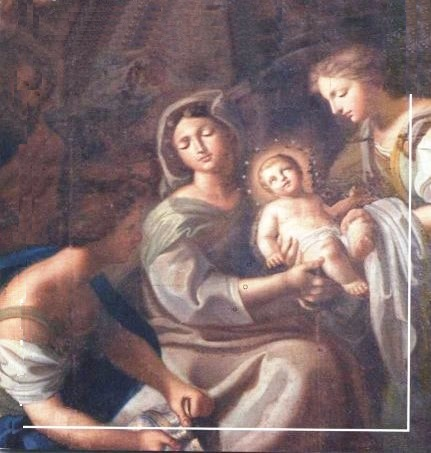
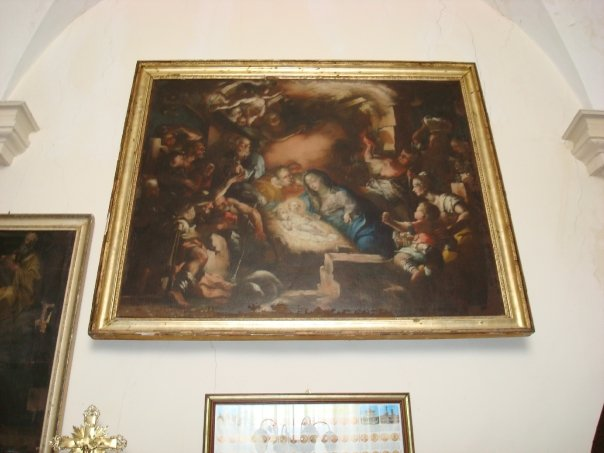
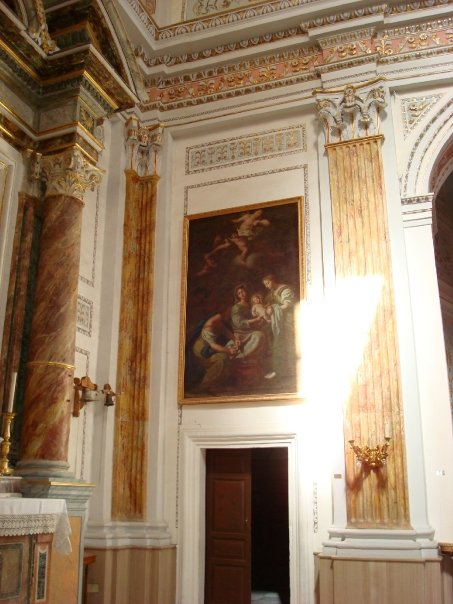
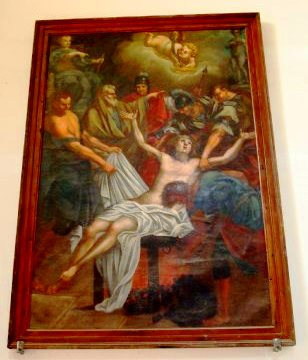
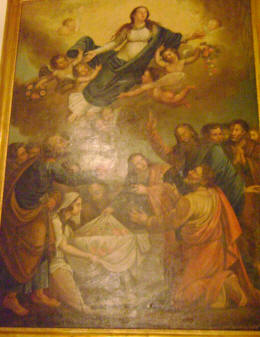